# 권혁범
권혁범(1985년 9월 24일 ~ )은 대한민국의 배우이다.

## 출연작

### 영화
- 《서울의 봄》 (2023년) - 2공수 홍 중령 역
- 《범죄도시2》 (2022년) - 짱구 역
- 《특송》 (2022년) - 오광 역
- 《유체이탈자》 (2021년) - 불독 역
- 《지푸라기라도 잡고 싶은 짐승들》 (2020년) - 윤호 역
- 《시동》 (2019년) - 석구 역
- 《퍼펙트맨》 (2019년) - 클럽 기도2 역
- 《내안의 그놈》 (2019년) - 철호 역
- 《동네사람들》 (2018년) - 양아치 1 역
- 《인랑》 (2018년) - 공안부 특수임무팀 3 역
- 《악녀》 (2017년) - 중상부하2 역
- 《프리즌》 (2017년) - 아구패거리 역
- 《방 안의 코끼리》 (2016년) - 슛돌이 역
- 《멜리스》 (2016년) - 직장동료 역
- 《더 폰》 (2015년) - 콜떼기 기사 3 역

### 드라마
- 《천원짜리 변호사》 (2022년, SBS) - 차민철 역
- 《형사록》 (2022년, 디즈니+) - 안테나 역
- 《킹덤: 아신전》 (2021년, 넷플릭스) - 군졸 1 역
- 《비밀의 숲 2》 (2020년, tvN) - 오병건 역
- 《번외수사》 (2020년, OCN) - 이태성 역
- 《악마가 너의 이름을 부를 때》 (2019년, tvN) - 배우 역
- 《닥터 탐정》 (2019년, SBS) - 김도형 역
- 《특별근로감독관 조장풍》 (2019년, MBC)
- 《트랩》 (2019년, OCN) - 조여사의 부하 역
- 《드라마 스테이지 - 반야》 (2019년, tvN) - 태경 역
- 《땐뽀걸즈》 (2018년, KBS2)
- 《나쁜 녀석들 : 악의 도시》 (2017년, OCN) - 노상훈 역
- 《역도요정 김복주》 (2016년, MBC)
- 《통 메모리즈》 (2016년, 웹드라마) - 박정태 역